# 哈巴雪山
哈巴雪山是位于中国云南省迪庆藏族自治州香格里拉市境内的一座终年积雪的山峰，与玉龙雪山沿虎跳峡隔金沙江相望，与玉龙雪山同属在云南省境内的被当地民众称之为“中甸大雪山”的沙鲁里山南延段山脉。“哈巴”为纳西语，意思是“金子之花朵”。主峰海拔5396米，比山下流过的金沙江高出超过3800米。巨大的海拔高差，形成了明显的高山垂直性气候。1984年成立哈巴雪山省级自然保护区。

## 山難
2010年10月1日北京時間13時50分左右，7名登山者在成功登顶哈巴雪山后，在下撤途中，一名来自湖南的女登山者和一名来自云南的男登山者相继发生滑坠，女登山者当场死亡，男登山者在救援过程中死亡。接到报警后，距离事发现场最近的香格里拉县三坝派出所民警立即赶到现场进行救援，并与游客和村民一起将遇难者遗体转移到附近村庄。10月2日，遇难者家属赶到事发地，次日家属认领了遇难者遗体。